# جيمي هيتشكوك
جيمي هيتشكوك (بالإنجليزية: Jimmy Hitchcock)‏ هو لاعب كرة قدم أمريكية أمريكي، ولد في 9 نوفمبر 1970 في كونكورد في الولايات المتحدة.

## وصلات خارجية
- جيمي هيتشكوك على موقع مرجع كرة القدم المحترفة.كوم (الإنجليزية)